# خلج (فریدن)
خلج (فریدن)، روستایی ترک زبان از توابع بخش زنده رود شهرستان فریدن در استان اصفهان ایران است.
روستای خلج در شمال شهرستان فریدن واقع شده و با ارتفاع ۲۲۶۸ متر از سطح دریا، مرتفع ترین روستای شهرستان فریدن بوده و به بام فریدن مشهور است.
روستای خلج دارای ۲ مسجد، مدرسه، ساختمان دهیاری، و یک اقامتگاه بومگردی در حال مرمّت میباشد.
خلج، روستایی با آب و هوا و طبیعت چهار فصل بوده و آب و هوای این روستا در زمستان بسیار سرد و در تابستان، معتدل است.
روستای خلج دارای مزارع و قنوات متعدد میباشد. یکی از مهم ترین قنات های این روستا در زبان محلی کَندکَهریزه به معنای قنات آبادی میباشد و به سرچشمه معروف است.

## جمعیت
این روستا در دهستان ورزق قرار دارد و براساس سرشماری مرکز آمار ایران در سال ۱۳۸۵، جمعیت آن ۱۲۶ نفر (۴۳خانوار) بوده‌است. خشکسالی، کمبود امکانات تحصیلی و بهداشتی و نبود صنعت و شغل در روستا و شهرستان باعث مهاجرت اکثر اهالی روستای خلج به شهرهای تهران، اصفهان و داران (مرکز شهرستان فریدن) شده است به طوری که این روستا در صدر آمار مهاجرت شهرستان قرار گرفته است.

## موقعیت جغرافیایی
روستای خلج در شمال غربی شهرستان فریدن در غرب استان اصفهان واقع شده و شمالی ترین روستای این شهرستان میباشد.
روستای خلج از غرب با روستای ماینده، از شرق با روستای قوهک، از طرف جنوب با تپه آقداش و از طرف شمال با رشته کوه آدل فارس همسایه است.
روستایی خلج با ارتفاع ۲۲۶۸ متر از سطح دریا مرتفع ترین روستای شهرستان فریدن به شمار میرود و به بام فریدن مشهور است. سرمای هوا و بارش برف و باران در این روستا از سایر مناطق شهرستان همواره بیشتر میباشد.
مسافت روستای خلج تا داران (مرکز شهرستان فریدن): ۲۶ کیلومتر
مسافت روستای خلج تا مرکز استان اصفهان : ۱۷۴ کیلومتر
مسافت روستای خلج تا تهران: ۴۵۰ کیلومتر 

## آیین ها
جشن های عروسی در روستای خلج از گذشته دارای آداب و رسوم خاص و زیبایی بوده و ساز زیبای سُرنا و دُهُل عضو جدایی ناپذیر عروسی های این روستاست. همچنین اشعاری که به زبان ترکی در جشن های عروسی این روستا خوانده میشود زیبایی بی نظیری به این مراسمات میبخشد.
روستای خلج در دهه اول ماه محرّم میزبان تعداد کثیری از خلجی هایی است که از جای جای کشور برای عزاداری در این دهه و به ویژه در روزهای تاسوعا و عاشورای حسینی به زادگاهشان می آیند. همچنین آیین ویژه سوگواری ظهر عاشورا در روستای خلج در نوع خود بی نظیر است.
در دهه اول ماه محرّم در روستای خلج بیش از ۳۰ وعده نذورات طبخ و توزیع میگردد. آیین تعزیه خوانی یا شبیه خوانی در سالیان گذشته در روستا مرسوم بوده اما این آیین قدیمی رونق سابق را ندارد.

## مشاهیر
- امیر سرلشگر تکاور شهید حسین معصومی خلجی (فاتح سوسنگرد) اولین شهید شهرستان فریدن.

- سردار شهید داوود بختیاری(فرمانده اطلاعات لشگر 14 امام حسین)
-سردار حاج عباس بختیاری خلجی(از فرماندهان دفاع مقدس و سپاه پاسداران و سر تیم حفاظت رهبر انقلاب حضرت ایت الله خامنه ای)
-مهندس حسین بختیاری خلجی(از مدیران ارشد وزارت جهاد کشاورزی)
عبدالرضا بختیاری خلجی (آزاده سرافراز ۸ سال دفاع مقدس )
-زنده یاد روح الله کاملی خلجی(نویسنده)
- عزیزاله قاسمی خلجی (قهرمان پاورلیفتینگ و پرس سینه قدرتی)

- عباس رضائی خلجی (کارگردان و بازیگر تئاتر و تلویزیون)

- دکتر نرجس بختیار خلج (معاون مدیرکل سازمان بهزیستی و رئیس خانه فرهنگ و هنر بهزیستی کشور)

- عرفان شهریاری خلجی (بازیکن لیگ برتر فوتبال جوانان کشور)

- سما بختیاری خلجی ( بازیگر فیلمهای سینمایی رحمان ۱۴۰۰ و ۴ انگشت و مجموعه تلویزیونی دلدادگان و دل و تئاتر )

## دفاع مقدس
روستای خلج با ۷ شهید، ۶ آزاده، ۷ جانباز و ۵۰ رزمنده در دوران دفاع مقدس دارای کارنامه درخشانی است.
همچنین کمک های مردم این خطه به جبهه های جنگ مقدار قابل توجهی بوده است به طوری که رتبه اول را در بین روستاهای اطراف در آن سال ها به خود اختصاص داد.
اولین و دومین کنگره گرامیداشت شهدا، جانبازان، آزادگان و ایثارگران روستای خلج در سال های ۱۳۹۶ و ۱۳۹۷ توسط ستاد این کنگره برگزار گردید که قاریان، مجریان و سخنرانان آن ها از قاریان بین المللی، مجریان صدا و سیما و فرماندهان ارشد نظامی کشور بوده اند.
امیر سرلشگر تکاور شهید حسین معصومی خلجی اولین شهید روستای خلج و شهرستان فریدن بوده که به فاتح سوسنگرد مشهور است.

## تاریخی و گردشگری
اماکن تاریخی و گردشگری روستای خلج عبارتند از:
- مسجد جامع تاریخی خلج
- حمام تاریخی خلج
- آسیاب قدیمی خلج
- اقامتگاه بومگردی
- سرچشمه خلج
- قنوات، مزارع، مراتع، باغات، کوهستان ها، چشمه ساران، دشت ها و بیشه زار های سرسبز خلج
سالانه گردشگران زیادی از طبیعت و آثار تاریخی این روستا دیدن میکنند اما از آنجایی که اداره میراث فرهنگی، صنایع دستی و گردشگری شهرستان نسبت به مرمّت آثار تاریخی و همچنین پتانسیل جذب گردشگران داخلی و حتی خارجی به دلیل زیبایی و آرامش بی نظیر این روستا بی توجه است، رشد و رونق گردشگری در روستای خلج به کندی صورت می پذیرد.